# Liste des longs métrages russes proposés à l'Oscar du meilleur film international
Cet article présente la liste des longs métrages russes proposés à l'Oscar du meilleur film international.

## Films proposés par la Russie
Liste des films soumis par la Russie à l'Académie. Toutes les soumissions russes ont été filmées principalement en russe.
Dans la liste figurent un film russe doublé en allemand (en 2000), un film d'horreur sur les vampires (Night Watch, en 2005), un film controversé sur l'anti-corruption (en 2015) et une série de drames historiques.
En 2022, le comité russe des Oscars, dirigé par Pavel Tchoukhraï, a confirmé son intention de soumettre un film. Cependant, quelques jours plus tard, l'Académie du film russe a annoncé qu'elle ne participerait pas. Tchoukhraï a démissionné en signe de protestation et a déclaré qu'il n'avait pas été consulté avant que cette décision soit prise. Nikita Mikhalkov, faisant allusion à la réaction des États-Unis à l'invasion de l'Ukraine par la Russie en 2022, avait précédemment déclaré : « Selon moi, choisir un film qui représentera la Russie dans un pays qui, en fait, nie désormais l'existence de la Russie, est tout simplement inutile ».
| Année (Cérémonie) | Titre français                      | Titre original                                                           | Réalisateur                            | Résultat         |
| ----------------- | ----------------------------------- | ------------------------------------------------------------------------ | -------------------------------------- | ---------------- |
| 1993 (65e)        | Urga                                | Урга — территория любви (Ourga — territoriïa lioubvi)                    | Nikita Mikhalkov                       | Nommé            |
| 1995 (67e)        | Soleil trompeur                     | Утомлённые солнцем (Outomlionnyïé solntsem)                              | Nikita Mikhalkov                       | Remporte l'Oscar |
| 1996 (68e)        | Le Musulman                         | Мусульманин (Musulmanin)                                                 | Vladimir Khotinenko                    | Non nommé        |
| 1997 (69e)        | Le Prisonnier du Caucases           | Кавказский пленник (Kavkazskiy plennik)                                  | Sergueï Bodrov                         | Nommé            |
| 1998 (70e)        | Le Voleur et l'Enfant               | Вор (Vor)                                                                | Pavel Tchoukhraï                       | Nommé            |
| 1999 (71e)        | Le Barbier de Sibérie               | Сибирский цирюльник (Sibirski tsiryulnik)                                | Nikita Mikhalkov                       | Disqualifié      |
| 2000 (72e)        | Moloch                              | Молох (Moloch)                                                           | Alexandre Sokourov                     | Non nommé        |
| 2001 (73e)        | Le Journal de sa femme              | Дневник его жены (Dnevnik ego jeny)                                      | Alexei Uchitel                         | Non nommé        |
| 2002 (74e)        | Les Romanov : Une famille couronnée | Романовы. Венценосная семья (Romanovy: Ventsenosnaya semya)              | Gleb Panfilov                          | Non nommé        |
| 2003 (75e)        | La Maison des fous                  | Дом дураков (Dom Dourakov)                                               | Andreï Kontchalovski                   | Non nommé        |
| 2004 (76e)        | Le Retour                           | Возвращение (Vozvrashcheniye)                                            | Andreï Zviaguintsev                    | Non nommé        |
| 2005 (77e)        | Night Watch                         | Ночной дозор (Notchnoï dozor)                                            | Timur Bekmambetov                      | Non nommé        |
| 2006 (78e)        | L'Italien                           | Итальянец (Italianets)                                                   | Andreï Kravtchouk                      | Non nommé        |
| 2007 (79e)        | Le 9e Escadron                      | 9 рота (9 rota)                                                          | Fiodor Bondartchouk                    | Non nommé        |
| 2008 (80e)        | 12                                  |                                                                          | Nikita Mikhalkov                       | Nommé            |
| 2009 (81e)        | La Sirène                           | Русалка (Rusalka)                                                        | Anna Melikian                          | Non nommé        |
| 2010 (82e)        | La Salle no 6                       | Палата №6 (Palata N°6)                                                   | Aleksandr Gornovsky Karen Chakhnazarov | Non nommé        |
| 2011 (83e)        | L'Affrontement                      | Край (Kray)                                                              | Alexei Uchitel                         | Non nommé        |
| 2012 (84e)        | Soleil trompeur 2                   | Утомлённые солнцем 2: Цитадель (Outomlionnyïé solntsem 2 : predstoyanie) | Nikita Mikhalkov                       | Non nommé        |
| 2013 (85e)        | Le Tigre blanc                      | Белый тигр (Belyy tigr)                                                  | Karen Chakhnazarov                     | Non nommé        |
| 2014 (86e)        | Stalingrad                          | Сталинград (Stalingrad)                                                  | Fiodor Bondartchouk                    | Non nommé        |
| 2015 (87e)        | Léviathan,                          | Левиафан (Leviafan)                                                      | Andreï Zviaguintsev                    | Nommé            |
| 2016 (88e)        | Coup de soleil                      | Солнечный удар (Solnetchni oudar)                                        | Nikita Mikhalkov                       | Non nommé        |
| 2017 (89e)        | Paradis                             | Рай (Raï)                                                                | Andreï Kontchalovski                   | Préselectionné   |
| 2018 (90e)        | Faute d'amour                       | Нелюбовь (Nelioubov)                                                     | Andreï Zviaguintsev                    | Non nommé        |
| 2019 (91e)        | Sobibor                             | Собибор (Sobibor)                                                        | Constantin Khabenski                   | Non nommé        |
| 2020 (92e)        | Une grande fille                    | Дылда (Dilda)                                                            | Kantemir Balagov                       | Préselectionné   |
| 2021 (93e)        | Chers Camarades !                   | Дорогие товарищи (Dorogie tovarishchi)                                   | Andreï Kontchalovski                   | Préselectionné   |
| 2022 (94e)        | Les Poings desserrés                | Разжимая кулаки (Razzhimaya kulaki)                                      | Kira Kovalenko                         | Non nommé        |